# Захоння (Палкінський район)
Захоння (рос. Захонье) — присілок в Палкінському районі Псковської області Російської Федерації.
Населення становить 3[23] особи. Входить до складу муніципального утворення Палкінська волость.

## Історія
Від 2015 року входить до складу муніципального утворення Палкінська волость.

## Населення
| 2001 | 2002 | 2010 | 2012 |
| ---- | ---- | ---- | ---- |
| 2    | ↗3   | →3   | →3   |